# رومن سانچز (بوکسور)
رومن سانچز (اسپانیایی: Román González‎؛ زادهٔ ۱۷ ژوئن ۱۹۸۷) بوکسور اهل نیکاراگوئه است.